# 南アジアの証券取引所の一覧
この記事は南アジアの証券取引所の一覧（みなみアジアのしょうけんとりひきじょのいちらん）である。

## アフガニスタン
- カーブル証券取引所 (KBLSE)
- アフガン証券取引所（ASE）

## バングラデシュ
- チッタゴン証券取引所（CSE）
- ダッカ証券取引所（DSE）

## ブータン
- ブータン王立証券取引所

## インド
- アフマダーバード証券取引所
- バンガロール証券取引所（BgSE）
- ブバネーシュヴァル証券取引所（BhSE）
- ボンベイ証券取引所（BSE）
- カルカッタ証券取引所（CSE）
- コーチン証券取引所（CSE）
- コーヤンブットゥール証券取引所（CSX）
- デリー証券取引所（DSE）
- グワーハーティー証券取引所（GSE）
- ハイデラバード証券取引所（HSE）
- Inter-connected Stock Exchange of India（ISE）
- ジャイプル証券取引所（JSE）
- カナラ証券取引所（KSE）
- ルディヤーナー証券取引所（LSE）
- マディヤ・プラデーシュ証券取引所（MPSE）
- マドラス証券取引所（MSE）
- マンガロール証券取引所（MgSE）
- メーラト証券取引所（MSE）
- インド国立証券取引所（NSE）
- OTC Exchange of India（OTCEI）
- プネー証券取引所（PSE）
- サウラーシュトラ・カッチ証券取引所（SKSE）
- ウッタル・プラデーシュ証券取引所（UPSE）
- ヴァドーダラー証券取引所（VSE）

## モルディブ
- Maldives Stock Exchange（MSE）

## ネパール
- ネパール証券取引所（NEPSE）

## パキスタン
- Islamabad Stock Exchange（ISE）
- Karachi Stock Exchange（KSE）
- Lahore Stock Exchange（LSE）
- Sialkot Stock Exchange

## スリランカ
- Colombo Stock Exchange（CSE）